# عبدل توره
عبدل توره (انگلیسی: Abdoul Touré؛ زادهٔ ۸ سپتامبر ۱۹۹۰) بازیکن فوتبال اهل مالی است.
وی همچنین در تیم ملی فوتبال مالی بازی کرده است.